# Jugozapadni Meksiko
Jugozapadni Meksiko je oblast Meksika koja se sastoji od pokrajina Ćapas, Gerero i Oaksaka.

## Istorija
Zbog svoje populacije koja je uglavnom urođenička, ova oblast poznata je po duboko ukorenjenim tradicijama, praznicima, zanatima i odličnoj hrani.

## Pokrajine
- Ćapas
- Gerero
- Oaksaka